# 聖何塞德烏雷 (科爾多瓦省)

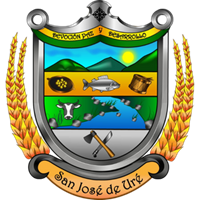
聖何塞德烏雷的徽章

7°47′N 75°32′W / 7.783°N 75.533°W
聖何塞德烏雷（西班牙語：San José de Uré），是哥倫比亞的城鎮，位於該國西北部科爾多瓦省，距離蒙特利瓦諾34公里，海拔高度97米，歷史可追溯至十六世紀，2013年人口10,664。